# 62 Organizaciones
Las 62 Organizaciones Gremiales Peronistas, o simplemente las 62 Organizaciones, son una agrupación de sindicatos de Argentina que constituye la agrupación o rama sindical del peronismo. Su nombre, se originó en la cantidad de sindicatos que en 1957, durante la dictadura antiperonista autodenominada Revolución Libertadora, lograron la mayoría en el Congreso Normalizador de la CGT, dando por tierra el intento de la dictadura y los sectores antiperonistas de controlar el movimiento sindical argentino.

## Historia

### Antecedentes
El 24 de septiembre de 1955, un día después de que el general Eduardo Lonardi asumiera la presidencia provisional de Argentina, la CGT dio un comunicado dirigido a los trabajadores indicando “la necesidad de mantener la más absoluta calma y de continuar en sus tareas recibiendo únicamente directivas de la central obrera” y el 25 de septiembre sus dirigentes, encabezados por su secretario general Hugo Di Pietro, se entrevistan con Lonardi.
El 5 de octubre se anuncia que los miembros del Consejo Directivo y del Secretariado de la CGT han renunciado y que dos miembros del Consejo renunciante, Andrés Framini de la Asociación Obrera Textil y Luis Natalini, del Sindicato de Luz y Fuerza, se han hecho cargo de la organización con el compromiso de realizar elecciones en un plazo máximo de 120 días. El proceso de normalización provocó casi de inmediato choques entre los sindicalistas y el gobierno, que el 28 de octubre estableció las normas que regirían las elecciones en los gremios, entre las cuales estaba el control de las mismas por funcionarios del Ministerio de Trabajo y la caducidad inmediata de las autoridades de la CGT. La organización obrera respondió declarando una huelga general que fue levantada cuando acordaron que Framini y Natalini continúen dirigiendo la CGT, acompañados por el teniente Manuel Reimúndez como administrador de sus bienes. El 13 de noviembre de 1955 Lonardi es reemplazado en su cargo por el teniente general Pedro Eugenio Aramburu, la CGT declara un paro general por tiempo indeterminado pero la huelga dura solo un día, muchos dirigentes son encarcelados y la organización es intervenida.

### Fracaso del congreso normalizador de la CGT y creación de las 62 Organizaciones
En agosto de 1957 la dictadura militar convocó a un Congreso Normalizador de la CGT, con el fin de elegir autoridades de la central, que se encontraba intervenida desde el Golpe de Estado de septiembre de 1955. El gobierno militar hacía dos años que tenía intervenidos los sindicatos, mientras perseguía a los peronistas y manipulaba las elecciones, y esperaba que el Congreso eligiera una conducción adicta al gobierno militar y los partidos Socialista y Radical del Pueblo, que formaban parte del gobierno.
Los delegados peronistas buscaron identificarse y entablar alianzas con los comunistas, radicales frondizistas e independientes. El metalúrgico José Ignacio Rucci y el dirigente de la carne Eleuterio Cardozo lideraron el grupo peronista.
Los peronistas y sus aliados sorprendieron a la dictadura y en la reunión del 3 de septiembre obtuvieron la mayoría en la votación sobre poderes, rechazando los "padrones inflados" de las "sindicatos democráticos" apoyados por los militares.
Al quedar en minoría, los sindicatos apoyados por la dictadura se retiraron del Congreso haciéndolo fracasar. Ante esa situación los sindicatos mayoritarios se trasladaron al Sindicato de la Sanidad (Saavedra 159) para crear un nuevo agrupamiento sindical: las 62 Organizaciones. Rucci, Eleuterio Cardozo (carne) y Jorge Álvarez (sanidad) fueron designados para presidir las deliberaciones. Inicialmente las 62 Organizaciones fueron una alianza de peronistas y comunistas. Poco después después los comunistas se retiraron para formar el Movimiento de Unidad y Coordinación Sindical (MUCS) y las 62 Organizaciones pasaron a ser la institucionalización de la rama sindical peronista.
Entre los congresales de origen peronista se encontraban, Andrés Framini y Juan Carlos Loholaberry (textiles), Casildo Herrera, Sebastián Borro (frigorífico nacional), Roberto García (caucho), Pedro Conde Magdaleno (panaderos).
Las 62 Organizaciones hicieron dos paros, uno el 27 de noviembre y otro el 22 y 23 de octubre. Más adelante los sindicatos comunistas se retiraron y crearon una entidad que pasa a denominarse “Los 19”. Las 62 y Los 19 formaron a su vez el MOU (Movimiento Obrero Unificado) donde convivían comunistas y peronistas, pero al retirarse estos últimos pasó a denominarse MUCS (Movimiento de Unidad y Coordinación Sindical), que tiempo después desapareció. Por su parte las 62 Organizaciones continuaron desde entonces como herramienta política del peronismo.

### 1962: "duros" y "realistas"
En diciembre de 1962 se reorganizó la agrupación, reemplazándose la Mesa Coordinadora, por un cuerpo de 21 miembros (18 sindicatos y 3 regionales normalizadas de la CGT), que a su vez debía elegir un comisión directiva de 5 miembros.
La composición fue el resultado de un acuerdo entre "los duros" liderados por Andrés Framini (textiles) y "los realistas" liderados por Augusto Vandor (metalúrgicos). Al sector de Vandor le correspondieron 11 cargos (plásticos, petroleros del Estado, vidrio, sanidad, fideeros, aguas gaseosas, vestido,  caucho y las regionales de La Plata y Avellaneda), mientras que al sector de Framini le correspondieron 10 cargos (navales, farmacias, calzado, alimentación, ceramistas, marroquineros, portuarios y la regional San Martín). La Comisión Directiva estuvo integrada por Vandor, Framini, Amado Olmos, Miguel Gazzera y Jorge Di Pascuale.

### De Pie vs Leales
En 1965 Perón y Vandor se enfrentaron por la conducción del Movimiento Peronista. En el marco de ese enfrentamiento, Perón le ordenó a José Alonso aglutinar a los sindicatos que reconocían su liderazgo, motivo por el cual creó las 62 Organizaciones de Pie Junto a Perón. Vandor respondió creando las 62 Organizaciones Leales a Perón. La división De Pie/Leales se mantuvo hasta el asesinato de Vandor en 1969. Para entonces otros tres agrupamientos peronistas se habían separado: los gremios combativos de la CGT de los Argentinos, el Grupo de los Ocho y los "participacionistas" de la Nueva Corriente de Opinión.

### Reunificación
El 10 de julio de 1972 un plenario sindical reunificó a los sindicatos peronistas en las 62 Organizaciones. La alianza táctica de "los duros" u "ortodoxos", liderados por Rucci y Lorenzo Miguel de la UOM, con los participacionistas de la Nueva Corriente de Opinión, encabezada por Coria, marginaron de la conducción a Los 8, liderados por Vicente Roqué, y a los combativos (que habían abandonado la CGT de los Argentinos) liderados por Ricardo de Luca (navales). Se disolvieron también, al menos formalmente, las distintas agrupaciones internas del sindicalismo peronista. Como conducción se eligió un Secretariado Ejecutivo Nacional, integrado por Rogelio Coria (construcción), Lorenzo Miguel (metalúrgicos), Néstor Carrasco (frigorífico de la Torre) y Casildo Herrera.

## Actualidad
La Confederación 62 Organizaciones Justicialistas a partir del rol de su socio fundador Domingo Petrecca (f) del Sindicato Nacional de Cementerio, Cocherias y Crematorios - impulsó a sus abogados para normalizar ante el organismo de contralor (IGJ), y ante los embates de diferentes personas que se arrogaban (de facto) con una mera utilidad y especulación, facultades vinculadas al "brazo político" del Movimiento Obrero Organizado. No obstante ello, la Comisión Normalizadora en el proceso de normalizar la Asociación, quedó a cargo del Secretario General José Ibarra de la Federación de Taxis.